# Liste der Präsidenten des Sudan

Flagge des sudanesischen Präsidenten

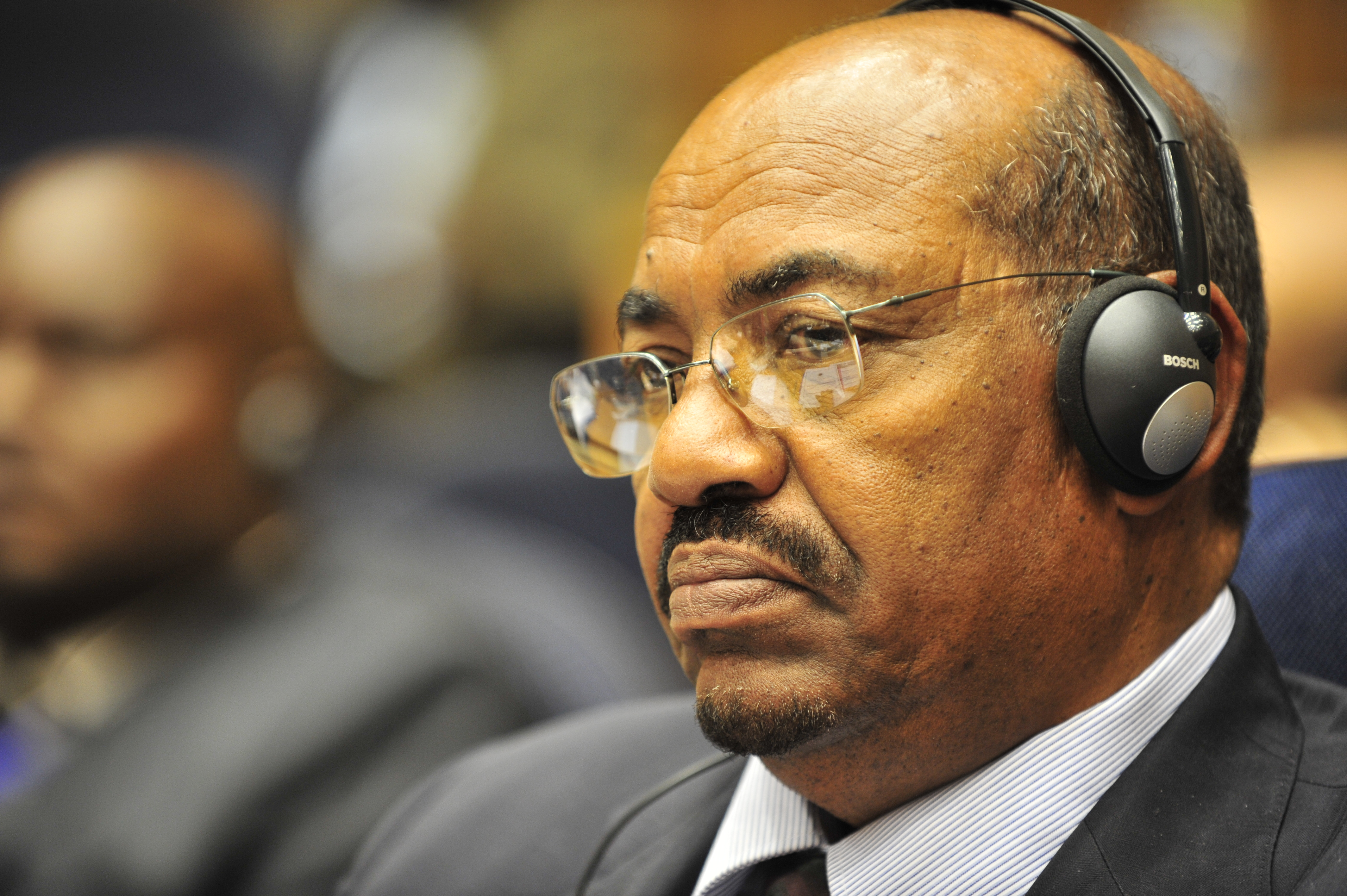
Umar al-Baschir, von 1989 bis 2019 Präsident des Sudan

Dies ist die Liste der Präsidenten des Sudan seit der Unabhängigkeit 1956 bis heute.
| Name                           | Daten der Präsidentschaft | Daten der Präsidentschaft | Daten der Präsidentschaft |
| Name                           | Beginn                    | Ende                      | Beendigungsgrund          |
| ------------------------------ | ------------------------- | ------------------------- | ------------------------- |
| Souveränitätsrat               | 1. Januar 1956            | 17. November 1958         | Putsch                    |
| Ibrahim Abbud                  | 17. November 1958         | 15. November 1964         | Wahl                      |
| Sirr al-Chatim al-Chalifah     | 16. November 1964         | 3. Dezember 1964          | Wahl                      |
| Souveränitätskomitee           | 3. Dezember 1964          | 10. Juni 1965             | Wahl                      |
| Ismail al-Azhari               | 10. Juni 1965             | 25. Mai 1969              | Putsch                    |
| Dschafar an-Numairi            | 25. Mai 1969              | 19. Juli 1971             | Wahl                      |
| Babiker al-Nur Osman           | 19. Juli 1971             | 22. Juli 1971             | Putsch                    |
| Dschafar an-Numeiri            | 22. Juli 1971             | 6. April 1985             | Putsch                    |
| Abd ar-Rahman Swar ad-Dahab    | 6. April 1985             | 15. Mai 1986              | Wahl                      |
| Ahmad al-Mirghani              | 6. Mai 1986               | 30. Juni 1989             | Putsch                    |
| Umar al-Baschir                | 30. Juni 1989             | 11. April 2019            | Putsch                    |
| Ahmed Awad Ibn Auf (de facto)  | 11. April 2019            | 12. April 2019            | Rücktritt                 |
| Abdel Fattah Burhan (de facto) | 12. April 2019            | amtierend                 |                           |